# Mabel Capper
Mabel Henrietta Capper (23 de junio de 1888 - 1 de septiembre de 1966) fue una sufragista británica. Entregó todo su tiempo entre 1907 y 1913 a la Unión Social y Política de las Mujeres (WSPU, por sus siglas en inglés) como 'soldado' en la lucha por el sufragio femenino. Fue encarcelada seis veces, inició una huelga de hambre y fue una de las primeras sufragistas en ser alimentada a la fuerza.

## Biografía
Capper nació en Brook's Bar, Chorlton on Medlock, Manchester, siendo hija de Elizabeth Jane Crews, también sufragista, y de William Bently Capper, químico y secretario honorario de la sucursal de Manchester de la Liga de Hombres para el Sufragio de Mujeres. Un hermano, William Bently Capper, nació en 1890. Cuando los niños aún eran pequeños, la familia se mudó a 21 Oxford Street, Chorlton on Medlock, ahora Picadilly, Manchester.  

## Activismo
Se unió a la WSPU en 1907 y trabajó como organizadora de la sucursal de Manchester. En 1908 vivía en Londres y daba su dirección como 4 Clement's Inn, la misma de Pethick Lawrence.
Junto a Patricia Woodlock, aparecieron como avisos humanos que anunciaban eventos de mujeres en Liverpool e intentaron ingresar al Royal Exchange masculino, Manchester.

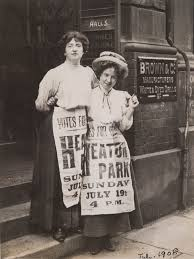
Capper (derecha) y Patricia Woodlock promoviendo eventos de sufragio

En octubre de 1908, participó en el Rush en la Cámara de los Comunes, junto con Christabel Pankhurst, Emmeline Pankhurst y otras sufragistas, como Clara Codd, con quien conspiró para distraer y hacer que Codd pasara la línea policial. Capper apareció en el Dock acusada de 'obstrucción deliberada' con un disfraz compuesto enteramente de los colores del WSPU, junto con una faja, cinturón y gorro con las palabras" Votes for Women. Pasó un mes en la prisión Holloway (prisión HM) por negarse a pagar la multa impuesta.

## Primera Guerra Mundial
Tras la declaración de guerra el 4 de agosto de 1914 y la suspensión de la militancia Suffragette, Capper se unió al Destacamento de Ayuda Voluntaria. Más tarde se involucró con los movimientos pacifistas y socialistas. De 1919 a 1922, trabajó como periodista para el Daily Herald después de la guerra. En 1921, en Hampstead, se casó con el escritor Cecil Chisholm. No tuvieron hijos.  

## Muerte
Se mudó a Windrush Cottage, Fairlight cerca de Hastings en 1946. En los últimos diez años de su vida, la artrosis la paralizó y requirió cuidados de enfermería a tiempo completo. Murió en 1966 en el hogar de ancianos Leolyn, St Leonards on Sea. En 2018, la sala comunitaria del Ayuntamiento de Warrington pasó a llamarse Sala Mabel Capper en su memoria.